# Raión de Narodichi
Narodichi (en ucraniano: Народицький район) fue un raión o distrito de Ucrania en el óblast de Zhytomyr. En la reforma territorial de 2020, su territorio fue incluido en el raión de Korosten.
Comprendía una superficie de 1284 km². La capital era el asentamiento de tipo urbano de Narodichi.

## Demografía
Según estimaciones del año 2011 contaba con una población total de 9604 habitantes.

## Otros datos
El código KOATUU es 1823700000. El código postal 11400 y el prefijo telefónico +380 4140.